# Межбоснийская мусульманская война
Межбоснийская Мусульманская Война - Внутришення война в рамках Войны в Боснии и Герцеговине, которая велась в окраинах города Бихач и велась между Армией Республики Боснии и Герцеговины, которые были лояльны центарльному правительству и сепаратисты лояльные Фикрету Абдичу - Автономной Провинции Западная Босния, поддержуевамая Республикой Сербской и Республикой Сербская Краина.

## Предыстория
После начала распада Югославии в 1990-х годах политическая сцена в Боснии и Герцеговине резко поляризовалась. На первых многопартийных выборах мусульманская часть населения объединилась вокруг Партии демократического действия (СДА), возглавляемой Алией Изетбеговичем. Однако на президентских выборах популярный предприниматель Фикрет Абдич получил больше голосов, чем Изетбегович, но был отстранён от власти в результате внутрипартийной борьбы.
Абдич основал агропромышленный концерн Agrokomerc, который обеспечил 13 000 людей робочими местами и экономическим процветанием региона Цазинской Краины.

## Полилитическая борьба
Политическая борьба и начало Войны в Боснии и Герцеговине В мае 1992 года Изетбегович был задержан Югославской народной армией (ЮНА) по возвращении с безуспешной мирной конференции в Лиссабоне. Между тем появились сообщения о том, что Абдич успешно добрался из Бихача в Сараево, без труда пересек несколько линий фронта. Это усилило подозрения в руководстве партии, особенно среди Ганича и его фракции, которые опасались, что Абдич пытается устроить переворот при поддержке Белграда и высшего командования ЮНА.
27 апреля 1993 года краинские сербы начали атаку около Босанска-Бойна, захватив большую часть территории. Первоначально это было представлено как локальное наступление перемещенных сербов, однако дальнейшее расследование показало, что это была скоординированная военная операция с участием сербских сил как из Боснии, так и из Краины.  5-й корпус отразил атаку, подтвердив ее стратегический характер.

### ПровозглашениеАвтономной Провинции Западной Боснии, первая автономия
27 сентября 1993 года Фикрет Абдич провозгласил образование Автономной провинции Западная Босния со столицей в городе Велика Кладуша. Абдич наладил сотрудничество с руководством
самопровозглашённой Республики Сербская Краина и Республикой Сербской а также поддерживал контакты с Сербией и Хорватией.
Это решение вызвало раскол среди боснийских мусульман. Центральное правительство в Сараево объявило действия Абдича мятежом. Начался вооружённый конфликт между 5-м корпусом Армии Боснии и Герцеговины, базирующимся в Бихаче и лояльным Сараево, и силами Западной Боснии.
2 Октября 1993 года войска 5-ого Корпуса зашли в сёла Йоховица и Скокови, для того, что-бы остановить колонны АРБиГ, местные жители лояльны Абдичу вышли на протест для блокирования дороги, произошёл конфликт из-за которого началась стрельба в демонстрантов, части 521 Бригады и 527 Бригады АРБиГ перешли на сторону автономистов под коммандыванием Невзада Дерича с позывным "Keđo". 12 Октября было сформирована Народная Оборона Западной Боснии. 18 октября правительственные войска смогли прорватся до Великой Кладуши, где автономистам прийшлось держать оборону при Битве за Великую Кладушу, но автономистам удалось отбить нападение и перейти в контр-наступление в город Цазин, который на ненадолго им удалось занять, после чего были выбиты за пределы города. В декабре 1993 года фронт перестал двигатся до 1994 года.

### Падение первой автономии, Операция"Печиград 94"иОперация "Тигр 94"
В начале июня 1994 войска АРБиГ для того, что-бы ликвидировать угрозу автономистов на севере Бихачского Кармана должны были для начала уничтожить оборону НОЗБ в Печиграде, стратегическом городе Цазинской Краины открывающий путь на другие города региона. 2 Июня началось наступление 505 Бригады АРБиГ в окрестностях Печиграда. Из-за давления АРБиГ, любые поставки боеприпасов и подкреплений автономистам стали невозможными
Сам город был окружён холмами что давало хорошую оборонительную позицию НОЗБ, обороной коммндовал комбриг 4 Бригады НОЗБ Незвад Дерич, в Печигради также присуствовали спецотряды НОЗБ - "Zenga", "Jastrebovi" и "Golubovi" а также подразделения военной полиции НОЗБ . 1 августа погиб Незвад Дерич. 2 августа Бесим Мухамедагич - командир спецотряда "Zenga" Попытался договорится на переговорах о здаче Печиграда и выводе всех оставшихся бойцов НОЗБ, но данная попытка провалилась. 4 августа Бесим Мухамедагич был убит. К тому моменту, АРБиГ уже захватили холмы и прорвались в город, и дальнейшое сопротивление было бессмысленым.
После падения Печиграда, самые боеспособные отряды НОЗБ были разбиты и стратегические позиции были заняты, началась Операция "Тигр 94", которая ишла стремительно и уже к концу Августа все силы НОЗБ были вынуждены отступить в РСК

### Возвращение АПЗБ, создание второй автономии,Операция "Паук 94 ",Бои за Врнограч
Для целей самой операции была сформирована оперативная группа «Паук», которую возглавил генерал-майор СВК Миле Новакович. По плану объединённые силы сербов и автономистов должны отвлечь резервы Пятого корпуса на себя, чтобы ОГ «Паук» была способна занять Велику Кладушу, а Войско Республики Сербской — развить наступление восточнее Бихача. Оба соединения в случае удачи должны встретиться в районе Цазина, что означало бы полный разгром Пятого корпуса. После этого эти части планировалось отдать под контроль Фикрета Абдича.
16 ноября началась операция по овладению Великой Кладуши. В течение следующих семи дней здесь велись тяжёлые бои между сербами и 506-й горной бригадой армии Боснии и Герцеговины. Численно превосходящие силы сербов и автономистов смогли продвинуться вперёд, однако не так быстро из-за опасений перед большими человеческими жертвами.
После овладения  Великой Кладушой НОЗБ и ВРС продолжили наступление вглубь с замедлениями. В январе 1995 силы автономистов и сербов подошли к городу Врнограч, после чего начались затяжные бои с АРБиГ которые ишли до июня 1995, по итогам которых Врнограч и Малая Кладуша и все окрестные сёла попадали под контроль АПЗБ, автономисты остановили своё наступление по линии Н.П Трзач - Тодорово где начались позиционные бои.

### Операция "Буря", падение Западной Боснии
После начала операции, силы сербов были выведены из региона и автономисты остались сами против численно превосходящих сил АРБиГ, в 1995 году 5-й корпус при поддержке хорватских сил провёл серию успешных операций. В августе была проведена финальная наступательная операция, в результате которой армия Абдича была разгромлена, а население — в основном мирные жители — бежало на территорию Республики Сербская Краина.